# Hughe Knatchbull-Hugessen
Sir Hughe Montgomery Knatchbull-Hugessen KCMG (* 26. März 1886; † 21. März 1971) war ein britischer Diplomat.

## Leben
Knatchbull-Hugessen war der zweite Sohn von Reverend Reginald Bridges Knatchbull-Hugessen und dessen zweiter Frau Rachel Mary, geborene Montgomery. Er studierte am Eton College und am Balliol College in Oxford, wo er mit Anthony Eden befreundet war. 1907 schloss er seine Ausbildung mit einem Bachelor of Arts ab. 1908 trat er in den Auswärtigen Dienst ein.
Im Oktober 1909 wurde er zum Attaché in Konstantinopel ernannt. Während des Ersten Weltkrieges war er beim Contraband Department beschäftigt. Im Januar 1919 wurde Knatchbull-Hugessen zum Botschaftssekretär erster Klasse befördert und zur Pariser Friedenskonferenz nach Versailles entsandt. 1920 wurde er als Companion in den Order of St. Michael and St. George aufgenommen. In der Folge war er an den Botschaften in Den Haag, gefolgt von Paris beschäftigt. Von 1926 bis 1930 arbeitete er in der britischen Botschaft in Brüssel.
1930 bis 1934 diente Knatchbull-Hugessen als außerordentlicher Gesandter der britischen Krone in den baltischen Staaten mit Sitz in Riga. 1934 bis 1936 war er britischer Gesandter am Hofe des Schahs von Persien in Teheran. Ab 1936 war er britischer Botschafter in China. In dieser Zeit wurde er zum Knight Commander des vorgenannten Ordens erhoben. Im folgenden Jahr wurde er schwer verletzt, als ein japanisches Kampfflugzeug sein Auto beschoss.
Nach längerer Rekonvaleszenz wurde er ab 1939 als britischer Botschafter nach Ankara entsandt. Miklós Kállay entsandte auf Anregung von Miklós Horthy Legationssekretär László Veress nach Istanbul. Nach Verhandlungen mit Burton Y. Berry vereinbarte László Veress mit Hugh Knatchbull-Hugessen einen separaten Waffenstillstand Ungarns mit den Westalliierten. Von dort übermittelte sein albanischer Kammerdiener Elyesa Bazna, als Informant des Sicherheitsdienstes der SS, von Ende Oktober 1943 bis Anfang April 1944 Fotografien von Schriftstücken an das Reichssicherheitshauptamt. Die so lancierte Nachricht vom Waffenstillstand mit Ungarn löste im März 1944 die Operation Margarete I aus, wodurch hauptsächlich SS-Verbände Ungarn besetzten und von den Schlachten der Operation Overlord verschont blieben. Von 1944 bis zu seinem Eintritt in den Ruhestand 1947 fungierte Knatchbull-Hugessen als britischer Botschafter in Belgien.
Knatchbull-Hugessen war verheiratet mit Mary Gilmour. Das Ehepaar hatte zwei Töchter und einen Sohn.

## Veröffentlichungen
- Diplomat in Peace and War (1949)
- Kentish Family (1960)